# The Language of God: A Scientist Presents Evidence for Belief
The Language of God: A Scientist Presents Evidence for Belief (em português: A Linguagem de Deus: um cientista apresenta evidências de que Ele existe) é um livro do geneticista estadunidense Francis Collins, lançado em 2006.

## Conteúdo
Na obra, Francis Collins narra as dificuldades que enfrentou no meio acadêmico ao revelar sua fé dissertando como passou de ateu a cristão convicto já aos 27 anos de idade, ao concluir o seu doutorado, além de argumentar sobre a relação entre a fé na ciência e a fé em Deus.
Entre os temas abordados, o autor faz uma crítica ao agnosticismo quando usado como uma saída confortável para fugir da questão da existência de Deus, coloca o altruísmo e a beleza da natureza como evidências da existência de um Criador e trata do problema do mal. Também faz críticas ao Design Inteligente e seus defensores.
Nas experiências pessoais relatadas se encontra um momento crucial quando contou a um pastor sobre suas dúvidas e recebeu para ler o livro Cristianismo Puro e Simples do britânico C.S. Lewis, que viria a se tornar um de seus escritores favoritos. Fala também sobre resistência que enfrentou ao defender a evolução no meio religioso.

## Recepção
Entre muitas avaliações positivas, o ativista antirreligioso e neurocientista Sam Harris fez críticas ao livro. Ele atacou principalmente a ideia de altruísmo e beleza como evidências de Deus, argumentando que estas têm na origem natural uma explicação mais plausível.